# Districte d'Avinyó
El Districte d'Avinyó és un dels tres districtes del departament francès de la Valclusa, a la regió de Provença-Alps-Costa Blava. Té 17 municipis. El cap del districte és la prefectura d'Avinyó.

## Cantons abans 2017
- cantó d'Avinyó Est
- cantó d'Avinyó Nord
- cantó d'Avinyó Oest
- cantó d'Avinyó Sud
- cantó de Bedarrida
- cantó de Bolena
- cantó de L'Illa de Sòrga
- cantó d'Aurenja Est
- cantó d'Aurenja Oest
- cantó de Vauriàs

## Municipis des del 2017
1. Avinyó
2. Bedarrida
3. Caumont
4. Castèunòu de Gadanha
5. Corteson
6. Entraigas de Sòrga
7. L'Illa de Veniça
8. Joncairetas
9. Morieras d'Avinhon
10. Lo Pontet
11. Sant Savornin d'Avinhon
12. Saumana de Vauclusa
13. Sòrgas
14. Lo Tòr
15. La Fònt de Vauclusa
16. Vedena
17. Veleron